# Christian punk
Il christian punk è un sottogenere tematico del punk rock sostenuto da band in cui i musicisti sono apertamente cristiani e dichiarano esplicitamente la propria fede nelle loro canzoni. Questo sottogenere tematico è strettamente collegato all'Alternative CCM, sorta di adult alternative rock con espliciti messaggi cristiani.
Musicalmente i gruppi christian punk possono variare dal pop punk dei Relient K e dei Hawk Nelson, allo ska punk dei The O.C. Supertones fino all'hardcore dei Stavesacre: il termine dunque non identifica un genere musicale punk, ma solo tutti i gruppi punk che parlano esplicitamente di cristianesimo nei propri testi.

## Storia

### Anni 80'
Le origini del christian punk durante gli anni '80 sono alquanto oscure. Poiché il Jesus Movement ha dato vita a istituzioni culturali, come Jesus People USA (JPUSA), queste sono servite da incubatore per varie sottoculture cristiane, incluso il punk, in parte attraverso l'etichetta JPUSA Grrr Records. Crashdog è un caratteristico gruppo punk che ha le sue radici in JPUSA.1 Negli anni '80, molte band si sono esibite nella cappella del pastore Chuck Smith nella contea di Orange, in California. Un gruppo particolarmente popolare tra i fan del culto era Undercover (band), che proclamava "le regole di Dio" con una combinazione di rockabilly ed elementi hardcore. Un altro gruppo influente dei primi tempi era quello degli Altar Boys. The Crucified e (in misura minore) Circle of Dust e Midnight sono stati gli attori principali del proto-christian punk. Anche gli Scaterd Fews hanno guadagnato popolarità durante gli anni '80 ed è generalmente considerato il primo gruppo christian punk d'America.

### Anni 90'
Durante gli anni '90, la scena underground è stata creata con band come MxPx, Ghoti Hook, Squad Five-O, Valuee Pack, The Huntingtons, Slick Shoes, Dogwood, Pocket Change (gruppo punk), Officer Negative e Headnoise fortemente influenzati da molti. i suoi artisti. compagni e ha spianato la strada a molte band da seguire.

### Anni 2000
Nel 21 ° secolo, l'evoluzione del christian punk si è ampliata, con band come Rufio, Relient K, Hawk Nelson, FM Static, Flatfoot 56, Stellar Kart e This Providence che sono diventate popolari tra il pubblico mainstream.

### Christian punk in America Latina
Quando parliamo di "christian punk in America Latina", non solo questo movimento avviene negli Stati Uniti, ma è nato anche in America Latina negli anni '90 e 2000. Sono nati diversi gruppi rappresentativi del genere. In cui si manifestano ideologie anarchiche o socialiste mescolate al cristianesimo. Ci sono alcuni gruppi punk cristiani antireligiosi e antigovernativi con canzoni incentrate sul sociale, come: Siervos inútiles, Kontrakorriente, Chapulines.
Ce ne sono altri come: La postal de mi perro, Güesos carnudos o Dios Kon Noxotrox, che hanno un altro modo di pensare.

## Moda

Le mode sono simili alle normali mode punk, ma sono caratterizzate dall'uso di simboli cristiani, come l'Ichtus, la croce, la corona di spine, il simbolo JCHC e simboli simili come il Chi Rho. Questo simbolo è utilizzato anche dai punk cristiani, la band Dios Kon Noxotrox in America Latina, lo usa come logo principale in modo simbolico in memoria di tutti i cristiani uccisi e perseguitati da Roma.

In Europa, il simbolo più utilizzato è una versione modificata del simbolo dell'anarchia. È un simbolo popolare tra gli anarco-cristiani. Band come The PsalteRs lo usano. formato dai caratteri greci "A" e "Ω". Queste due lettere greche, "Alpha" e "Omega" (l'inizio e la fine dell'alfabeto greco), sono tratte dalla Bibbia e quando usate così come nell'arte cristiana simboleggiano che Dio è eterno, onnipresente, e il donatore e l'acquirente della vita. Il simbolo è un gioco visivo sull'anarchia dei simboli, ma con un significato diverso in termini di intenzione.